# 신안군 (1971년 선거구)
신안군은 대한민국의 옛 국회의원 선거구이다. 당시 전라남도 신안군 지역을 관할했다.

## 역사
1969년 1월, 무안군 지도면·임자면·자은면·비금면·도초면·흑산면·하의면·장산면·안좌면·암태면·압해면이 신안군으로 분리되었다. 이에 제8대 국회의원 선거를 앞두고 무안군 선거구에서 분리되면서 신설되었다.
제9대 국회의원 선거를 앞두고 목포시 선거구, 무안군 선거구와 통합되면서 목포시·무안군·신안군 선거구를 이루게 됨에 따라 폐지되었다.

## 역대 국회의원
| 선거   | 정당 | 정당       | 의원   |
| ------ | ---- | ---------- | ------ |
| 1971년 |      | 민주공화당 | 정판국 |

## 역대 선거 결과

### 대한민국 제8대 국회의원 선거
|  | 48.84% |

|  | 45.61% |

|  | 5.54% |